# Llista de topònims de Taradell
Llista de topònims (noms propis de lloc) del municipi de Taradell, a Osona
Informació actualitzada per un bot. Els canvis manuals es perdran quan s'actualitzi!
| imatge | Nom                                      | Ubicat a | instància de | Detalls      | coordenades                                                      | Protecció | Commons (més fotos) | Dades a WD                    |
| ------ | ---------------------------------------- | -------- | ------------ | ------------ | ---------------------------------------------------------------- | --------- | ------------------- | ----------------------------- |
|        | Sifó de la canalització d'aigua a Vic II | Taradell |              | 18th century | 41° 53′ 21″ N, 2° 15′ 45″ E / 41.88916°N,2.26248°E ca:La Verneda |           |                     | Modifica les dades a Wikidata |
|        | Sifó de la canalització d'aigua de Vic I | Taradell |              | 18th century | 41° 53′ 20″ N, 2° 15′ 46″ E / 41.88893°N,2.26289°E ca:Riu Gurri  |           |                     | Modifica les dades a Wikidata |

## arbre singular
| imatge | Nom                               | Ubicat a | instància de   | Detalls                                                             | coordenades                                                                   | Protecció        | Commons (més fotos)    | Dades a WD                    |
| ------ | --------------------------------- | -------- | -------------- | ------------------------------------------------------------------- | ----------------------------------------------------------------------------- | ---------------- | ---------------------- | ----------------------------- |
|        | Pi gros de Castellets             | Taradell | arbre singular | 20th century                                                        | 41° 51′ 48″ N, 2° 16′ 58″ E / 41.86343°N,2.28267°E ca:Pl. de Mn. Joan Vilacís |                  |                        | Modifica les dades a Wikidata |
|        | Roures del camí de Vilacís        | Taradell | arbre singular |                                                                     | 41° 51′ 46″ N, 2° 16′ 46″ E / 41.86268°N,2.2795°E ca:Camí de Vilacís          |                  |                        | Modifica les dades a Wikidata |
|        | Xiprers del cementiri de Taradell | Taradell | arbre singular | 19th century                                                        | 41° 52′ 29″ N, 2° 16′ 56″ E / 41.87479°N,2.2821°E ca:Cementiri de Taradell    |                  |                        | Modifica les dades a Wikidata |
|        | alzina del Molist                 | Taradell | arbre singular | 20th century Taxon: alzina (Quercus ilex)                           | 41° 52′ 54″ N, 2° 16′ 34″ E / 41.88158°N,2.27605°E ca:Depuradora de Taradell  |                  |                        | Modifica les dades a Wikidata |
|        | alzina del Pujol                  | Taradell | arbre singular | Taxon: alzina (Quercus ilex) Ample: 21.4m Alt: 16m Perímetre: 5.35m | 41° 52′ 36″ N, 2° 18′ 06″ E / 41.8766°N,2.30177°E ca:El Pujol 692 msnm        | arbre monumental | Alzina del Pujol       | Modifica les dades a Wikidata |
|        | plàtan de la Font Gran            | Taradell | arbre singular | Taxon: plàtan (Platanus ×hispanica) Alt: 34m Perímetre: 4.15m       | 41° 52′ 38″ N, 2° 17′ 12″ E / 41.87718°N,2.28669°E ca:Font Gran 605 msnm      | arbre monumental | Plàtan de la Font Gran | Modifica les dades a Wikidata |
|        | roure del Gurri Gros              | Taradell | arbre singular | 20th century Taxon: roure martinenc (Quercus pubescens)             | 41° 52′ 19″ N, 2° 15′ 44″ E / 41.87208°N,2.26235°E ca:Mas Gurri Gros          |                  |                        | Modifica les dades a Wikidata |
|        | roures de Can Moltures            | Taradell | arbre singular | Taxon: roure martinenc (Quercus pubescens)                          | 41° 53′ 02″ N, 2° 15′ 48″ E / 41.88399°N,2.26332°E ca:Can Moltures            |                  |                        | Modifica les dades a Wikidata |
|        | roures del Gurri Xic              | Taradell | arbre singular | 20th century Taxon: roure martinenc (Quercus pubescens)             | 41° 52′ 36″ N, 2° 15′ 41″ E / 41.87659°N,2.26139°E ca:Mas el Gurri Xic        |                  |                        | Modifica les dades a Wikidata |

## cabana
| imatge | Nom                        | Ubicat a | instància de | Detalls                                  | coordenades                                                                    | Protecció                                  | Commons (més fotos) | Dades a WD                    |
| ------ | -------------------------- | -------- | ------------ | ---------------------------------------- | ------------------------------------------------------------------------------ | ------------------------------------------ | ------------------- | ----------------------------- |
|        | cabana de Penedes          | Taradell | cabana       | Estil: arquitectura popular 19th century | 41° 53′ 36″ N, 2° 17′ 46″ E / 41.893211°N,2.296088°E ca:Masia Penedes 595 msnm | bé integrant del patrimoni cultural català | Cabana de Penedes   | Modifica les dades a Wikidata |
|        | cabana de l'Era del Ricard | Taradell | cabana       | Estil: arquitectura popular              | 41° 53′ 08″ N, 2° 17′ 18″ E / 41.885417°N,2.288326°E ca:El Ricart              | bé integrant del patrimoni cultural català |                     | Modifica les dades a Wikidata |
|        | caseta del Puig            | Taradell | cabana       |                                          | 41° 52′ 46″ N, 2° 15′ 49″ E / 41.8795681895362°N,2.26373187392799°E            |                                            |                     | Modifica les dades a Wikidata |

## casa
| imatge | Nom                              | Ubicat a | instància de | Detalls                                      | coordenades                                                                                         | Protecció                                  | Commons (més fotos)         | Dades a WD                    |
| ------ | -------------------------------- | -------- | ------------ | -------------------------------------------- | --------------------------------------------------------------------------------------------------- | ------------------------------------------ | --------------------------- | ----------------------------- |
|        | Ca l'Angeleta                    | Taradell | casa         |                                              | 41° 52′ 34″ N, 2° 17′ 13″ E / 41.87612°N,2.28695°E ca:C. d'en Quintana, 6                           |                                            |                             | Modifica les dades a Wikidata |
|        | Ca la Noia Seva                  | Taradell | casa         |                                              | 41° 52′ 34″ N, 2° 17′ 13″ E / 41.87615°N,2.28704°E ca:C. d'en Quintana, 8-10                        |                                            |                             | Modifica les dades a Wikidata |
|        | Ca la Síria                      | Taradell | casa         |                                              | 41° 52′ 34″ N, 2° 17′ 13″ E / 41.87606°N,2.28697°E ca:La Plaça, 5                                   |                                            |                             | Modifica les dades a Wikidata |
|        | Cal Cantó                        | Taradell | casa         | 18th century                                 | 41° 52′ 17″ N, 2° 17′ 17″ E / 41.87131°N,2.28812°E ca:C. Sant Sebastià, 100                         |                                            |                             | Modifica les dades a Wikidata |
|        | Cal Fusteret                     | Taradell | casa         | Estil: arquitectura modernista 20th century  | 41° 52′ 28″ N, 2° 17′ 15″ E / 41.874382°N,2.2874°E ca:Pl. de les Eres, 1                            | bé cultural d'interès local                | Cal Fusteret                | Modifica les dades a Wikidata |
|        | Cal Moliner                      | Taradell | casa         | Estil: arquitectura popular 21st century     | 41° 52′ 33″ N, 2° 17′ 17″ E / 41.875904°N,2.287984°E ca:C. Vic, 11-13-15 624 msnm                   | bé cultural d'interès local                | Cal Moliner (Taradell)      | Modifica les dades a Wikidata |
|        | Cal Sabater                      | Taradell | casa         | 20th century                                 | 41° 52′ 34″ N, 2° 17′ 13″ E / 41.876°N,2.287°E ca:La Plaça, 6                                       |                                            |                             | Modifica les dades a Wikidata |
|        | Can Baldiri                      | Taradell | casa         | 18th century                                 | 41° 52′ 34″ N, 2° 17′ 09″ E / 41.87604°N,2.28574°E ca:C. del Campanar, 12                           |                                            |                             | Modifica les dades a Wikidata |
|        | Can Brussosa                     | Taradell | casa         | Estil: arquitectura modernista 20th century  | 41° 52′ 26″ N, 2° 17′ 14″ E / 41.874013°N,2.28721°E ca:C. de la Vila, 54 629 msnm                   | bé cultural d'interès local                | Can Brussosa (Taradell)     | Modifica les dades a Wikidata |
|        | Can Cotxes                       | Taradell | casa         |                                              | 41° 52′ 35″ N, 2° 17′ 13″ E / 41.87627°N,2.28702°E ca:C. d'en Quintana, 5                           |                                            |                             | Modifica les dades a Wikidata |
|        | Can Madriguera                   | Taradell | casa         | Estil: arquitectura neoclàssica 19th century | 41° 52′ 33″ N, 2° 17′ 13″ E / 41.875751°N,2.287038°E ca:Pl. d'en Gili, 3                            | bé cultural d'interès local                | Can Madriguera              | Modifica les dades a Wikidata |
|        | Can Maginetes                    | Taradell | casa         |                                              | 41° 52′ 33″ N, 2° 17′ 13″ E / 41.87593°N,2.287°E ca:La Plaça, 7-8                                   |                                            |                             | Modifica les dades a Wikidata |
|        | Can Manlleu                      | Taradell | casa         |                                              | 41° 52′ 35″ N, 2° 17′ 14″ E / 41.87629°N,2.28711°E ca:C. d'en Quintana, 7                           |                                            |                             | Modifica les dades a Wikidata |
|        | Can Met                          | Taradell | casa         |                                              | 41° 52′ 32″ N, 2° 17′ 08″ E / 41.87565°N,2.28542°E ca:C. de l'Església                              |                                            |                             | Modifica les dades a Wikidata |
|        | Can Mic                          | Taradell | casa         | 18th century                                 | 41° 52′ 16″ N, 2° 17′ 16″ E / 41.87111°N,2.28776°E ca:C. de l'Esquís, 20                            |                                            |                             | Modifica les dades a Wikidata |
|        | Can Non                          | Taradell | casa         |                                              | 41° 52′ 32″ N, 2° 17′ 05″ E / 41.87552°N,2.28484°E ca:C. Església, 43-45                            |                                            |                             | Modifica les dades a Wikidata |
|        | Can Pallàs                       | Taradell | casa         | Estil: arquitectura modernista 1917          | 41° 52′ 34″ N, 2° 17′ 12″ E / 41.876201°N,2.286649°E ca:Plaça, 27 i carrer de la Font, 1 622 msnm   | bé cultural d'interès local                | Can Pallàs (Taradell)       | Modifica les dades a Wikidata |
|        | Can Prunet                       | Taradell | casa         | Estil: arquitectura popular 16th century     | 41° 52′ 31″ N, 2° 17′ 17″ E / 41.875225°N,2.287986°E ca:Pl. Santa Llúcia, 12 627 msnm               | bé cultural d'interès local                | Can Prunet (Taradell)       | Modifica les dades a Wikidata |
|        | Can Quintana                     | Taradell | casa         |                                              | 41° 52′ 35″ N, 2° 17′ 14″ E / 41.87629°N,2.28725°E ca:C. d'en Quintana, 9                           |                                            |                             | Modifica les dades a Wikidata |
|        | Can Seva                         | Taradell | casa         | Estil: arquitectura popular 17th century     | 41° 52′ 36″ N, 2° 17′ 16″ E / 41.876567°N,2.287786°E ca:C. Vilanova, 48 620 msnm                    | bé cultural d'interès local                | Can Seva (Taradell)         | Modifica les dades a Wikidata |
|        | Can Tito                         | Taradell | casa         | Estil: arquitectura popular 18th century     | 41° 52′ 30″ N, 2° 17′ 17″ E / 41.87505°N,2.287992°E ca:C. Sant Sebastià, 1-5 628 msnm               | bé cultural d'interès local                | Can Tito (Taradell)         | Modifica les dades a Wikidata |
|        | Can Vall del carrer del Campanar | Taradell | casa         | 19th century                                 | 41° 52′ 34″ N, 2° 17′ 09″ E / 41.87607°N,2.28586°E ca:C. del Campanar, 10                           |                                            |                             | Modifica les dades a Wikidata |
|        | Can Xec                          | Taradell | casa         | Estil: arquitectura popular                  | 41° 52′ 28″ N, 2° 17′ 17″ E / 41.874568°N,2.288001°E ca:C. Sant Sebastià, 17-19 630 msnm            | bé cultural d'interès local                | Can Xec (Taradell)          | Modifica les dades a Wikidata |
|        | Casa Nova del Vilar              | Taradell | casa         | Estil: arquitectura popular                  | 41° 51′ 35″ N, 2° 19′ 44″ E / 41.859663°N,2.328954°E                                                | bé integrant del patrimoni cultural català |                             | Modifica les dades a Wikidata |
|        | Conjunt de cases                 | Taradell | casa         | Estil: arquitectura popular 17th century     | 41° 52′ 16″ N, 2° 17′ 13″ E / 41.870996°N,2.287007°E ca:C. de la Vila, 131-133-135 634 msnm         | bé cultural d'interès local                | Can Marquic i Ca l'Espanyol | Modifica les dades a Wikidata |
|        | Villa Maria                      | Taradell | casa         | Estil: arquitectura modernista 20th century  | 41° 52′ 27″ N, 2° 17′ 17″ E / 41.874166666667°N,2.2880555555556°E ca:Plaça de les Eres, 35 630 msnm | bé cultural d'interès local                | Villa Maria (Taradell)      | Modifica les dades a Wikidata |
|        | casa de la Plaça, 21             | Taradell | casa         | 19th century                                 | 41° 52′ 34″ N, 2° 17′ 10″ E / 41.87611°N,2.28625°E ca:La Plaça, 21                                  |                                            |                             | Modifica les dades a Wikidata |
|        | casa de la Plaça, 25             | Taradell | casa         | 19th century                                 | 41° 52′ 34″ N, 2° 17′ 11″ E / 41.87615°N,2.28649°E ca:La Plaça, 25                                  |                                            |                             | Modifica les dades a Wikidata |
|        | casa de la plaça, 24             | Taradell | casa         | 1992                                         | 41° 52′ 34″ N, 2° 17′ 11″ E / 41.87614°N,2.28642°E ca:La Plaça, 24                                  |                                            |                             | Modifica les dades a Wikidata |
|        | el Bar                           | Taradell | casa         | Estil: modernisme català 20th century        | 41° 52′ 30″ N, 2° 17′ 14″ E / 41.87488°N,2.287283°E ca:C. de la Vila, 21                            | bé cultural d'interès local                | El Bar (Taradell)           | Modifica les dades a Wikidata |

## castell
| imatge | Nom                 | Ubicat a | instància de | Detalls | coordenades                                                                    | Protecció                                            | Commons (més fotos) | Dades a WD                    |
| ------ | ------------------- | -------- | ------------ | ------- | ------------------------------------------------------------------------------ | ---------------------------------------------------- | ------------------- | ----------------------------- |
|        | castell de Taradell | Taradell | castell      |         | 41° 51′ 55″ N, 2° 18′ 36″ E / 41.8653°N,2.31004°E ca:Turó del Castell 803 msnm | bé d'interès cultural bé cultural d'interès nacional | Castle of Taradell  | Modifica les dades a Wikidata |
|        | castell del Boix    | Taradell | castell      |         |                                                                                |                                                      |                     | Modifica les dades a Wikidata |

## conjunt d'edificis
| imatge | Nom                 | Ubicat a | instància de       | Detalls      | coordenades                                                        | Protecció | Commons (més fotos) | Dades a WD                    |
| ------ | ------------------- | -------- | ------------------ | ------------ | ------------------------------------------------------------------ | --------- | ------------------- | ----------------------------- |
|        | Torres d'en Sagrera | Taradell | conjunt d'edificis | 20th century | 41° 52′ 12″ N, 2° 17′ 21″ E / 41.87012°N,2.28919°E ca:Av. Montseny |           |                     | Modifica les dades a Wikidata |
|        | la Plaça            | Taradell | conjunt d'edificis |              | 41° 52′ 34″ N, 2° 17′ 11″ E / 41.87605°N,2.28642°E ca:Taradell     |           |                     | Modifica les dades a Wikidata |

## cova
| imatge | Nom                     | Ubicat a | instància de | Detalls | coordenades                                                             | Protecció | Commons (més fotos) | Dades a WD                    |
| ------ | ----------------------- | -------- | ------------ | ------- | ----------------------------------------------------------------------- | --------- | ------------------- | ----------------------------- |
|        | Balma de Goitallops     | Taradell | cova         |         | 41° 51′ 23″ N, 2° 17′ 43″ E / 41.85632°N,2.29521°E ca:Sequers de Gasala |           |                     | Modifica les dades a Wikidata |
|        | coves d'en Rocaguinarda | Taradell | cova         |         | 41° 52′ 20″ N, 2° 19′ 07″ E / 41.8722776588697°N,2.31852506810143°E     |           |                     | Modifica les dades a Wikidata |

## creu de terme
| imatge | Nom                     | Ubicat a | instància de  | Detalls      | coordenades                                                                                        | Protecció | Commons (més fotos) | Dades a WD                    |
| ------ | ----------------------- | -------- | ------------- | ------------ | -------------------------------------------------------------------------------------------------- | --------- | ------------------- | ----------------------------- |
|        | creu de la Santa Missió | Taradell | creu de terme | 1961         | 41° 52′ 32″ N, 2° 17′ 08″ E / 41.87559°N,2.28559°E ca:Davant la façana de l'església de Sant Genís |           |                     | Modifica les dades a Wikidata |
|        | creu del refugiat       | Taradell | creu de terme | 20th century | 41° 53′ 33″ N, 2° 16′ 58″ E / 41.89239°N,2.28288°E ca:Torrent de Santa Eugènia                     |           |                     | Modifica les dades a Wikidata |

## curs d'aigua
| imatge | Nom               | Ubicat a                                                                    | instància de | Detalls        | coordenades | Protecció | Commons (més fotos) | Dades a WD                    |
| ------ | ----------------- | --------------------------------------------------------------------------- | ------------ | -------------- | --- | --------- | ------------------- | ----------------------------- |
|        | Gurri             | Seva Taradell Tona Malla Vic Santa Eugènia de Berga Gurb les Masies de Roda | curs d'aigua | Desemboca: Ter | 41° 49′ 55″ N, 2° 19′ 36″ E / 41.831953°N,2.326802°E 41° 59′ 03″ N, 2° 18′ 04″ E / 41.984104°N,2.301215°E 443 msnm |           | Gurri               | Modifica les dades a Wikidata |
|        | riera de Taradell | Taradell                                                                    | curs d'aigua |                | 41° 53′ 01″ N, 2° 16′ 18″ E / 41.88353°N,2.27174°E ca:Taradell                                                     |           |                     | Modifica les dades a Wikidata |
|        | riera de la Tomba | Taradell                                                                    | curs d'aigua |                | 41° 52′ 01″ N, 2° 17′ 28″ E / 41.86706°N,2.29112°E ca:Sector de xaloc del terme municipal                          |           |                     | Modifica les dades a Wikidata |

## edifici
| imatge | Nom                             | Ubicat a | instància de  | Detalls      | coordenades                                                               | Protecció                   | Commons (més fotos)        | Dades a WD                    |
| ------ | ------------------------------- | -------- | ------------- | ------------ | ------------------------------------------------------------------------- | --------------------------- | -------------------------- | ----------------------------- |
|        | Jardí i pèrgola                 | Taradell | edifici jardí | 1934         | 41° 52′ 23″ N, 2° 17′ 15″ E / 41.873011°N,2.287464°E ca:C. de la Vila, 65 | bé cultural d'interès local | Jardí i pèrgola (Taradell) | Modifica les dades a Wikidata |
|        | Pou de les aigües del Gurri Xic | Taradell | edifici       |              | 41° 52′ 35″ N, 2° 15′ 42″ E / 41.87646°N,2.26163°E ca:Mas el Gurri Xic    |                             |                            | Modifica les dades a Wikidata |
|        | Sínia de l'Hort del Ferrer      | Taradell | edifici       |              | 41° 51′ 58″ N, 2° 17′ 31″ E / 41.86612°N,2.29193°E ca:Riera de la Tomba   |                             |                            | Modifica les dades a Wikidata |
|        | la Rectoria                     | Taradell | edifici       | 20th century | 41° 52′ 33″ N, 2° 17′ 07″ E / 41.8758°N,2.2852°E ca:Pl. de la Rectoria    |                             |                            | Modifica les dades a Wikidata |

## element arquitectònic
| imatge | Nom                                                     | Ubicat a | instància de          | Detalls      | coordenades                                                               | Protecció | Commons (més fotos) | Dades a WD                    |
| ------ | ------------------------------------------------------- | -------- | --------------------- | ------------ | ------------------------------------------------------------------------- | --------- | ------------------- | ----------------------------- |
|        | Cisterna de Can Vidal                                   | Taradell | element arquitectònic | 20th century | 41° 52′ 01″ N, 2° 17′ 28″ E / 41.86685°N,2.29112°E ca:Can Vidal           |           |                     | Modifica les dades a Wikidata |
|        | Majòlica de la Puríssima                                | Taradell | element arquitectònic | 19th century | 41° 52′ 34″ N, 2° 17′ 11″ E / 41.87609°N,2.28627°E ca:La Plaça, 21        |           |                     | Modifica les dades a Wikidata |
|        | Majòlica i baixrelleu de pedra del carrer d'en Quintana | Taradell | element arquitectònic | 18th century | 41° 52′ 35″ N, 2° 17′ 14″ E / 41.87626°N,2.28717°E ca:C. d'en Quintana, 9 |           |                     | Modifica les dades a Wikidata |
|        | Obertures de Ca la Laia                                 | Taradell | element arquitectònic | 17th century | 41° 52′ 34″ N, 2° 17′ 10″ E / 41.87602°N,2.28614°E ca:La Plaça, 20        |           |                     | Modifica les dades a Wikidata |
|        | Restes de barraca i murs de feixa de Pratsevall         | Taradell | element arquitectònic |              | 41° 51′ 53″ N, 2° 17′ 17″ E / 41.86463°N,2.28803°E ca:Pratsevall          |           |                     | Modifica les dades a Wikidata |
|        | Torre de Sant Genís                                     | Taradell | element arquitectònic | 20th century | 41° 52′ 10″ N, 2° 17′ 21″ E / 41.86945°N,2.28925°E ca:Av. Montseny        |           |                     | Modifica les dades a Wikidata |
|        | pou de glans del Colomer                                | Taradell | element arquitectònic | 18th century | 41° 51′ 54″ N, 2° 14′ 55″ E / 41.86513°N,2.24856°E ca:Mas el Colomer      |           |                     | Modifica les dades a Wikidata |

## entitat singular de població
| imatge | Nom         | Ubicat a | instància de                                                                   | Detalls  | coordenades                                                                | Protecció | Commons (més fotos) | Dades a WD                    |
| ------ | ----------- | -------- | ------------------------------------------------------------------------------ | -------- | -------------------------------------------------------------------------- | --------- | ------------------- | ----------------------------- |
|        | Sant Quirze | Taradell | entitat singular de població                                                   | 783 hab  | 41° 52′ 42″ N, 2° 18′ 13″ E / 41.878299516488°N,2.3034962342184°E 650 msnm |           |                     | Modifica les dades a Wikidata |
|        | Taradell    | Taradell | entitat singular de població capital municipal ens local històric de Catalunya | 5676 hab | 41° 52′ 30″ N, 2° 17′ 12″ E / 41.87495°N,2.28662°E 631 msnm                |           |                     | Modifica les dades a Wikidata |
|        | el Gurri    | Taradell | entitat singular de població                                                   | 369 hab  | 41° 52′ 51″ N, 2° 15′ 45″ E / 41.880745512358°N,2.2624927748666°E 521 msnm |           | El Gurri            | Modifica les dades a Wikidata |

## església
| imatge | Nom                        | Ubicat a | instància de    | Detalls                                                        | coordenades                                                                                          | Protecció                                  | Commons (més fotos)                | Dades a WD                    |
| ------ | -------------------------- | -------- | --------------- | -------------------------------------------------------------- | --- | ------------------------------------------ | ---------------------------------- | ----------------------------- |
|        | Sant Genís de Taradell     | Taradell | església        |                                                                | 41° 52′ 33″ N, 2° 17′ 08″ E / 41.875835°N,2.285651°E ca:C. de l'Església                             | bé cultural d'interès local                | Sant Genís de Taradell             | Modifica les dades a Wikidata |
|        | Sant Joan del Prat         | Taradell | església        | Estil: arquitectura romànica arquitectura barroca 11st century | 41° 52′ 06″ N, 2° 14′ 52″ E / 41.868446°N,2.247719°E ca:Ctra. Vic-Tona, prop del Colomer 558 msnm    | bé cultural d'interès local                | Sant Joan del Prat                 | Modifica les dades a Wikidata |
|        | Sant Quirze de Subiradells | Taradell | església ermita | Estil: arquitectura romànica 11st century                      | 41° 52′ 50″ N, 2° 17′ 55″ E / 41.880494444444°N,2.2986861111111°E ca:Pl. de Sant Quirze. Urb.la Roca | bé cultural d'interès local                | Sant Quirze de Subiradells         | Modifica les dades a Wikidata |
|        | Santa Llúcia de Taradell   | Taradell | església        | Estil: arquitectura gòtica arquitectura del Renaixement        | 41° 52′ 31″ N, 2° 17′ 16″ E / 41.875373°N,2.287862°E                                                 | bé cultural d'interès local                | Capella de Santa Llúcia (Taradell) | Modifica les dades a Wikidata |
|        | capella del Pilar          | Taradell | església        | Estil: arquitectura popular 19th century                       | 41° 53′ 32″ N, 2° 17′ 05″ E / 41.89221°N,2.284767°E ca:Camí de Llagostera de Baix                    | bé integrant del patrimoni cultural català |                                    | Modifica les dades a Wikidata |

## font
| imatge | Nom                               | Ubicat a | instància de  | Detalls                     | coordenades                                                                                  | Protecció                                  | Commons (més fotos)        | Dades a WD                    |
| ------ | --------------------------------- | -------- | ------------- | --------------------------- | -------------------------------------------------------------------------------------------- | ------------------------------------------ | -------------------------- | ----------------------------- |
|        | Font i bassa de Gasala            | Taradell | font          | 18th century                | 41° 51′ 13″ N, 2° 17′ 23″ E / 41.85351°N,2.28984°E ca:Sud de Gasala                          |                                            |                            | Modifica les dades a Wikidata |
|        | Font i safareig del Molist        | Taradell | font          | 1866                        | 41° 52′ 55″ N, 2° 16′ 30″ E / 41.88198°N,2.27495°E ca:Mas El Molist                          |                                            |                            | Modifica les dades a Wikidata |
|        | Mare de les Fonts                 | Taradell | font          | 18th century                | 41° 53′ 04″ N, 2° 15′ 56″ E / 41.88441°N,2.26552°E ca:Bellpuig                               |                                            |                            | Modifica les dades a Wikidata |
|        | Safareig i font de Penedes        | Taradell | font safareig | Estil: arquitectura popular | 41° 53′ 35″ N, 2° 17′ 43″ E / 41.893094°N,2.295159°E ca:Masia Penedes 594 msnm               | bé integrant del patrimoni cultural català | Safareig i font de Penedes | Modifica les dades a Wikidata |
|        | font de Bellpuig                  | Taradell | font          | 18th century                | 41° 53′ 20″ N, 2° 15′ 46″ E / 41.88896°N,2.26289°E ca:Hort del Bellpuig                      |                                            |                            | Modifica les dades a Wikidata |
|        | font de Can Quel Tropes           | Taradell | font          | 19th century                | 41° 53′ 29″ N, 2° 16′ 45″ E / 41.89129°N,2.27922°E ca:Ctra. B-520                            |                                            |                            | Modifica les dades a Wikidata |
|        | font de Cassanell                 | Taradell | font          |                             | 41° 53′ 26″ N, 2° 16′ 21″ E / 41.8906°N,2.2725°E ca:Al nord del serrat de la Madriguera      |                                            |                            | Modifica les dades a Wikidata |
|        | font de Girapells                 | Taradell | font          |                             | 41° 51′ 28″ N, 2° 17′ 56″ E / 41.85771°N,2.29899°E ca:Carena de Goitallops                   |                                            |                            | Modifica les dades a Wikidata |
|        | font de Llagostera de Baix        | Taradell | font          | 18th century                | 41° 53′ 31″ N, 2° 17′ 00″ E / 41.89199°N,2.28325°E ca:A ponent de Llagostera de Baix         |                                            |                            | Modifica les dades a Wikidata |
|        | font de Pratsevall                | Taradell | font          | 18th century                | 41° 52′ 01″ N, 2° 17′ 20″ E / 41.86683°N,2.28878°E ca:Mas Pratsevall                         |                                            |                            | Modifica les dades a Wikidata |
|        | font de la Foguera                | Taradell | font          | 18th century                | 41° 52′ 59″ N, 2° 16′ 12″ E / 41.88307°N,2.26991°E ca:Riera de Taradell                      |                                            |                            | Modifica les dades a Wikidata |
|        | font de la Madriguera             | Taradell | font          |                             | 41° 53′ 09″ N, 2° 16′ 36″ E / 41.88583°N,2.27661°E ca:Masia de la Madriguera                 |                                            |                            | Modifica les dades a Wikidata |
|        | font de la Vallmitjana            | Taradell | font          |                             | 41° 51′ 48″ N, 2° 17′ 46″ E / 41.86343°N,2.2961°E ca:Torrent de la Vallmitjana               |                                            |                            | Modifica les dades a Wikidata |
|        | font de la plaça dels Pinyonaires | Taradell | font          | 20th century                | 41° 51′ 40″ N, 2° 17′ 40″ E / 41.86106°N,2.29455°E ca:Pl.dels Pinyonaires                    |                                            |                            | Modifica les dades a Wikidata |
|        | font del Conier                   | Taradell | font          | 19th century                | 41° 53′ 05″ N, 2° 15′ 04″ E / 41.88468°N,2.25115°E ca:Riera de Tona                          |                                            |                            | Modifica les dades a Wikidata |
|        | font del Generó                   | Taradell | font          | 1860                        | 41° 53′ 24″ N, 2° 17′ 04″ E / 41.88989°N,2.28432°E ca:Camí del Generó                        |                                            |                            | Modifica les dades a Wikidata |
|        | font del Jaumic                   | Taradell | font          | 21st century                | 41° 53′ 31″ N, 2° 16′ 49″ E / 41.89193°N,2.28035°E ca:Masia el Jaumic                        |                                            |                            | Modifica les dades a Wikidata |
|        | font del Puig                     | Taradell | font          | 20th century                | 41° 52′ 38″ N, 2° 16′ 18″ E / 41.87733°N,2.27164°E ca:Al nord del Puig                       |                                            |                            | Modifica les dades a Wikidata |
|        | font del Raig                     | Taradell | font          | 20th century                | 41° 52′ 08″ N, 2° 15′ 34″ E / 41.8688°N,2.25942°E ca:Rec d'Aigüespartides                    |                                            |                            | Modifica les dades a Wikidata |
|        | font del parc Jaume Vila          | Taradell | font          | 2013                        | 41° 52′ 50″ N, 2° 15′ 38″ E / 41.8805°N,2.26061°E ca:Parc de Jaume Vila. Barri de Mont-rodon |                                            |                            | Modifica les dades a Wikidata |
|        | font del pi                       | Taradell | font          | 20th century                | 41° 51′ 27″ N, 2° 17′ 38″ E / 41.85747°N,2.29388°E ca:Sot de l'Arenal                        |                                            |                            | Modifica les dades a Wikidata |
|        | font dels Segadors                | Taradell | font          |                             | 41° 52′ 22″ N, 2° 16′ 32″ E / 41.87272°N,2.27556°E ca:La Riereta                             |                                            |                            | Modifica les dades a Wikidata |
|        | la Font Gran                      | Taradell | font          | Estil: arquitectura popular | 41° 52′ 40″ N, 2° 17′ 13″ E / 41.877733°N,2.286925°E ca:Parc de la Font Gran 614 msnm        | bé cultural d'interès local                | La Font Gran (Taradell)    | Modifica les dades a Wikidata |
|        | roure de la font de Pratsevall    | Taradell | font          | 19th century                | 41° 52′ 01″ N, 2° 17′ 19″ E / 41.86686°N,2.2887°E ca:Pratsevall                              |                                            |                            | Modifica les dades a Wikidata |

## hort
| imatge | Nom                 | Ubicat a | instància de | Detalls      | coordenades                                                          | Protecció | Commons (més fotos) | Dades a WD                    |
| ------ | ------------------- | -------- | ------------ | ------------ | -------------------------------------------------------------------- | --------- | ------------------- | ----------------------------- |
|        | Hort del Colomer    | Taradell | hort         |              | 41° 51′ 52″ N, 2° 14′ 49″ E / 41.86437°N,2.24698°E ca:Mas el Colomer |           |                     | Modifica les dades a Wikidata |
|        | Hort del Gurri Gros | Taradell | hort         | 18th century | 41° 52′ 14″ N, 2° 15′ 34″ E / 41.8705°N,2.2595°E ca:Camí del Camp    |           |                     | Modifica les dades a Wikidata |

## masia
| imatge | Nom                               | Ubicat a | instància de | Detalls                                  | coordenades                                                                                                   | Protecció                                  | Commons (més fotos)     | Dades a WD                    |
| ------ | --------------------------------- | -------- | ------------ | ---------------------------------------- | --- | ------------------------------------------ | ----------------------- | ----------------------------- |
|        | Bellpuig                          | Taradell | masia        | Estil: arquitectura popular              | 41° 53′ 25″ N, 2° 15′ 56″ E / 41.89019°N,2.265675°E ca:Ctra. De Mont-rodon, km. 2'5                           | bé integrant del patrimoni cultural català |                         | Modifica les dades a Wikidata |
|        | Ca n'Oliva                        | Taradell | masia        |                                          | 41° 52′ 12″ N, 2° 14′ 34″ E / 41.8699742660169°N,2.24269403491054°E                                           |                                            |                         | Modifica les dades a Wikidata |
|        | Cabana de Can Moltures            | Taradell | masia        | 19th century                             | 41° 53′ 03″ N, 2° 15′ 49″ E / 41.88424°N,2.26363°E ca:Camí de Can Moltures                                    |                                            |                         | Modifica les dades a Wikidata |
|        | Cal Monja                         | Taradell | masia        |                                          | 41° 53′ 39″ N, 2° 17′ 05″ E / 41.8941018343771°N,2.28458828785273°E ca:Camí de Cal Monjo                      |                                            |                         | Modifica les dades a Wikidata |
|        | Can Camp                          | Taradell | masia        |                                          | 41° 52′ 12″ N, 2° 15′ 48″ E / 41.8699648071931°N,2.26339623393212°E                                           |                                            |                         | Modifica les dades a Wikidata |
|        | Can Castanyola                    | Taradell | masia        |                                          | 41° 51′ 13″ N, 2° 16′ 47″ E / 41.8535041265641°N,2.27960767776277°E ca:Camí de Castanyola                     |                                            |                         | Modifica les dades a Wikidata |
|        | Can Figueres                      | Taradell | masia        | 1929                                     | 41° 52′ 10″ N, 2° 17′ 26″ E / 41.8695408644288°N,2.29047753327143°E ca:Camí de la Vallmitjana                 |                                            |                         | Modifica les dades a Wikidata |
|        | Can Fuma                          | Taradell | masia        | Estil: arquitectura popular              | 41° 53′ 08″ N, 2° 17′ 55″ E / 41.885643°N,2.29874°E ca:Camí de Can Fuma                                       | bé integrant del patrimoni cultural català |                         | Modifica les dades a Wikidata |
|        | Can Janet                         | Taradell | masia        | Estil: arquitectura popular              | 41° 52′ 57″ N, 2° 17′ 26″ E / 41.882535°N,2.290564°E ca:Camí de Can Janet 618 msnm                            | bé integrant del patrimoni cultural català | Can Janet               | Modifica les dades a Wikidata |
|        | Can Jaumí                         | Taradell | masia        |                                          | 41° 53′ 32″ N, 2° 16′ 51″ E / 41.8922225529283°N,2.28076393739051°E                                           |                                            |                         | Modifica les dades a Wikidata |
|        | Can Just                          | Taradell | masia        |                                          | 41° 52′ 41″ N, 2° 17′ 15″ E / 41.877939°N,2.287377°E ca:Ctra. De Viladrau 614 msnm                            |                                            | Can Just                | Modifica les dades a Wikidata |
|        | Can Lluís Ferrer                  | Taradell | masia        |                                          | 41° 52′ 12″ N, 2° 17′ 33″ E / 41.870138383632°N,2.29243510048677°E ca:Camí de Can Lluís Ferrer                |                                            |                         | Modifica les dades a Wikidata |
|        | Can Moltures                      | Taradell | masia        | Estil: arquitectura popular              | 41° 53′ 04″ N, 2° 15′ 48″ E / 41.884393°N,2.263439°E                                                          | bé integrant del patrimoni cultural català |                         | Modifica les dades a Wikidata |
|        | Can Noi Xic                       | Taradell | masia        |                                          | 41° 53′ 15″ N, 2° 17′ 03″ E / 41.8874790196402°N,2.28413183532348°E ca:Camí de Cal Noi Xic                    |                                            |                         | Modifica les dades a Wikidata |
|        | Can Pardalet                      | Taradell | masia        | 19th century                             | 41° 52′ 07″ N, 2° 15′ 22″ E / 41.8684944632243°N,2.25606271464567°E ca:Camí de Can Pardaler                   |                                            |                         | Modifica les dades a Wikidata |
|        | Can Pelagats                      | Taradell | masia        |                                          | 41° 53′ 04″ N, 2° 15′ 11″ E / 41.8844536835458°N,2.25316571381716°E                                           |                                            |                         | Modifica les dades a Wikidata |
|        | Can Petarrell                     | Taradell | masia        |                                          | 41° 53′ 01″ N, 2° 15′ 19″ E / 41.8835847056963°N,2.25527299819813°E ca:Camí de Can Petarrell                  |                                            |                         | Modifica les dades a Wikidata |
|        | Can Pic                           | Taradell | masia        | Estil: arquitectura popular              | 41° 53′ 37″ N, 2° 18′ 21″ E / 41.893573°N,2.305739°E ca:Camí de Can Pic                                       | bé integrant del patrimoni cultural català |                         | Modifica les dades a Wikidata |
|        | Can Planella                      | Taradell | masia        | 19th century                             | 41° 52′ 26″ N, 2° 15′ 16″ E / 41.8738066802095°N,2.25439835345913°E ca:Camí del Colomer                       |                                            |                         | Modifica les dades a Wikidata |
|        | Can Pontí                         | Taradell | masia        |                                          | 41° 53′ 38″ N, 2° 16′ 12″ E / 41.8939196755563°N,2.26995601365098°E                                           |                                            |                         | Modifica les dades a Wikidata |
|        | Can Puig Mateu                    | Taradell | masia        |                                          | 41° 53′ 33″ N, 2° 16′ 43″ E / 41.8925330881996°N,2.27857861461506°E                                           |                                            |                         | Modifica les dades a Wikidata |
|        | Can Quel Tropes                   | Taradell | masia        | Estil: arquitectura popular 19th century | 41° 53′ 24″ N, 2° 16′ 47″ E / 41.889963°N,2.279775°E ca:Ctra. B-520                                           | bé integrant del patrimoni cultural català |                         | Modifica les dades a Wikidata |
|        | Can Sala                          | Taradell | masia        | Estil: arquitectura popular 20th century | 41° 52′ 43″ N, 2° 17′ 23″ E / 41.878479°N,2.289846°E ca:C. Pirineu, 2 620 msnm                                | bé integrant del patrimoni cultural català | Can Sala (Taradell)     | Modifica les dades a Wikidata |
|        | Can Sentinella                    | Taradell | masia        | 19th century                             | 41° 52′ 58″ N, 2° 15′ 32″ E / 41.88282984623118°N,2.2589135169982915°E ca:Camí de Can Sentinella              |                                            | Can Sentinella          | Modifica les dades a Wikidata |
|        | Can Talaia                        | Taradell | masia        | Estil: arquitectura popular              | 41° 51′ 26″ N, 2° 16′ 57″ E / 41.85712°N,2.282481°E ca:Camí de Gasala                                         | bé integrant del patrimoni cultural català |                         | Modifica les dades a Wikidata |
|        | Can Tossell                       | Taradell | masia        |                                          | 41° 51′ 48″ N, 2° 15′ 04″ E / 41.8633276176038°N,2.25098979805069°E ca:Camí del Tosell                        |                                            |                         | Modifica les dades a Wikidata |
|        | Can Vila-rasa                     | Taradell | masia        | Estil: arquitectura popular              | 41° 52′ 59″ N, 2° 17′ 33″ E / 41.883069°N,2.292417°E 617 msnm                                                 | bé integrant del patrimoni cultural català | Can Vila-rasa           | Modifica les dades a Wikidata |
|        | Can Vilacís                       | Taradell | masia        |                                          | 41° 52′ 17″ N, 2° 15′ 31″ E / 41.8712674756454°N,2.25868163891551°E ca:Camí ral de Barcelona 533 msnm         |                                            | Can Vilacís             | Modifica les dades a Wikidata |
|        | Can Vilardell                     | Taradell | masia        | Estil: arquitectura popular              | 41° 53′ 37″ N, 2° 17′ 10″ E / 41.893488°N,2.285988°E                                                          | bé integrant del patrimoni cultural català |                         | Modifica les dades a Wikidata |
|        | Casablanca                        | Taradell | masia        | Estil: arquitectura popular 17th century | 41° 52′ 50″ N, 2° 17′ 13″ E / 41.880498°N,2.286998°E ca:Ctra. B-520, km 5 a 2.000 m esquerra 620 msnm         | bé integrant del patrimoni cultural català | Casablanca (Taradell)   | Modifica les dades a Wikidata |
|        | Caseta d'en Ballades              | Taradell | masia        |                                          | 41° 52′ 00″ N, 2° 16′ 52″ E / 41.8665636636033°N,2.28099136479277°E                                           |                                            |                         | Modifica les dades a Wikidata |
|        | Caseta del Vilar                  | Taradell | masia        |                                          | 41° 51′ 37″ N, 2° 19′ 45″ E / 41.860280710386°N,2.32925497805327°E                                            |                                            |                         | Modifica les dades a Wikidata |
|        | Gasala                            | Taradell | masia        | Estil: arquitectura popular              | 41° 51′ 15″ N, 2° 17′ 19″ E / 41.854134°N,2.288627°E ca:Camí de Gasala                                        | bé integrant del patrimoni cultural català |                         | Modifica les dades a Wikidata |
|        | Llagostera de Baix                | Taradell | masia        | Estil: arquitectura popular              | 41° 53′ 32″ N, 2° 17′ 04″ E / 41.892303°N,2.284477°E ca:Camí de Llagostera de Baix                            | bé integrant del patrimoni cultural català |                         | Modifica les dades a Wikidata |
|        | Llagostera de Dalt                | Taradell | masia        | Estil: arquitectura popular              | 41° 53′ 25″ N, 2° 17′ 13″ E / 41.890338°N,2.287081°E ca:Camí de Llagostera                                    | bé integrant del patrimoni cultural català |                         | Modifica les dades a Wikidata |
|        | Mansa                             | Taradell | masia        | Estil: arquitectura popular 17th century | 41° 52′ 12″ N, 2° 18′ 51″ E / 41.86995°N,2.314216°E ca:Ctra. B-520, km 8,9 a 1.000 m dreta 723 msnm           | bé integrant del patrimoni cultural català | Mansa (Taradell)        | Modifica les dades a Wikidata |
|        | Marenga                           | Taradell | masia        |                                          | 41° 52′ 38″ N, 2° 16′ 49″ E / 41.8772147032887°N,2.28035377251965°E ca:Camí de Marenga                        |                                            |                         | Modifica les dades a Wikidata |
|        | Mas Grau                          | Taradell | masia        |                                          | 41° 52′ 15″ N, 2° 17′ 54″ E / 41.8707965508844°N,2.29841683007507°E 650 msnm                                  |                                            |                         | Modifica les dades a Wikidata |
|        | Mas Pla                           | Taradell | masia        |                                          | 41° 53′ 45″ N, 2° 15′ 55″ E / 41.895865°N,2.265373°E 508 msnm                                                 |                                            | Mas Pla (Taradell)      | Modifica les dades a Wikidata |
|        | Mascarell                         | Taradell | masia        |                                          | 41° 52′ 29″ N, 2° 17′ 37″ E / 41.8746662375858°N,2.29348180218769°E 632 msnm                                  |                                            | Mascarell (Tradell)     | Modifica les dades a Wikidata |
|        | Penedes                           | Taradell | masia        | Estil: arquitectura popular              | 41° 53′ 36″ N, 2° 17′ 44″ E / 41.893369°N,2.295498°E ca:Pla de Penedes 594 msnm                               | bé integrant del patrimoni cultural català | Penedes (Taradell)      | Modifica les dades a Wikidata |
|        | Pratsavall                        | Taradell | masia        | Estil: arquitectura popular 19th century | 41° 52′ 01″ N, 2° 17′ 19″ E / 41.867009°N,2.288617°E ca:Ctra. BV-5305, km 1 644 msnm                          | bé integrant del patrimoni cultural català | Pratsavall              | Modifica les dades a Wikidata |
|        | Rocafarigola                      | Taradell | masia        |                                          | 41° 53′ 30″ N, 2° 18′ 24″ E / 41.8917597869956°N,2.3065651538848°E ca:Camí de Rocafarigola                    |                                            |                         | Modifica les dades a Wikidata |
|        | Terrerons                         | Taradell | masia        |                                          | 41° 53′ 56″ N, 2° 15′ 39″ E / 41.898859910676°N,2.26080986623089°E ca:Camí de Terrerons                       |                                            | Terrerons               | Modifica les dades a Wikidata |
|        | Terrers                           | Taradell | masia        |                                          | 41° 53′ 48″ N, 2° 16′ 13″ E / 41.896681°N,2.270145°E ca:Camí de Terrers 520 msnm                              |                                            | Terrers (Taradell)      | Modifica les dades a Wikidata |
|        | Torre de Sant Sebastià            | Taradell | masia        |                                          | 41° 52′ 09″ N, 2° 17′ 22″ E / 41.86922°N,2.28941°E ca:Avda. del Montseny, 19                                  |                                            |                         | Modifica les dades a Wikidata |
|        | Torre de defensa de la Madriguera | Taradell | masia        |                                          | 41° 53′ 10″ N, 2° 16′ 34″ E / 41.88625°N,2.276°E ca:La Madriguera                                             |                                            |                         | Modifica les dades a Wikidata |
|        | Vilacís d'Amunt                   | Taradell | masia        | Estil: arquitectura popular              | 41° 51′ 40″ N, 2° 16′ 46″ E / 41.86113°N,2.279348°E                                                           | bé integrant del patrimoni cultural català |                         | Modifica les dades a Wikidata |
|        | Vilacís d'Avall                   | Taradell | masia        | Estil: arquitectura popular              | 41° 51′ 36″ N, 2° 16′ 38″ E / 41.860047°N,2.277128°E                                                          | bé integrant del patrimoni cultural català |                         | Modifica les dades a Wikidata |
|        | el Blanquers                      | Taradell | masia        |                                          | 41° 51′ 58″ N, 2° 15′ 38″ E / 41.8661641937619°N,2.26063235387617°E ca:Camí de Blanquers 540 msnm             |                                            | El Blanquers            | Modifica les dades a Wikidata |
|        | el Bou                            | Taradell | masia        | Estil: arquitectura popular 18th century | 41° 52′ 34″ N, 2° 18′ 22″ E / 41.876079°N,2.306009°E ca:Ctra. B-250, km 7 a 1 km esquerra 731 msnm            | bé integrant del patrimoni cultural català | El Bou (Taradell)       | Modifica les dades a Wikidata |
|        | el Colomer                        | Taradell | masia        | Estil: arquitectura popular 18th century | 41° 51′ 56″ N, 2° 14′ 56″ E / 41.865457°N,2.248977°E ca:Ctra. de Vic a Tona a prop de Mont-rodon 562 msnm     | bé integrant del patrimoni cultural català | El Colomer (Taradell)   | Modifica les dades a Wikidata |
|        | el Conier                         | Taradell | masia        |                                          | 41° 52′ 56″ N, 2° 14′ 59″ E / 41.88219°N,2.24971°E ca:Camí del Conier                                         |                                            |                         | Modifica les dades a Wikidata |
|        | el Ferriol                        | Taradell | masia        |                                          | 41° 51′ 43″ N, 2° 17′ 23″ E / 41.8620151129985°N,2.28965709344941°E ca:Camí del Ferriol                       |                                            |                         | Modifica les dades a Wikidata |
|        | el Generó                         | Taradell | masia        | Estil: arquitectura popular              | 41° 53′ 24″ N, 2° 17′ 05″ E / 41.890107°N,2.284727°E ca:Camí del Generó                                       | bé integrant del patrimoni cultural català |                         | Modifica les dades a Wikidata |
|        | el Gurri Gros                     | Taradell | masia        |                                          | 41° 52′ 19″ N, 2° 15′ 46″ E / 41.8720228796289°N,2.26269777655948°E ca:Camí del Gurri                         |                                            |                         | Modifica les dades a Wikidata |
|        | el Gurri Xic                      | Taradell | masia        | Estil: arquitectura popular              | 41° 52′ 36″ N, 2° 15′ 44″ E / 41.876662°N,2.26213°E ca:Camí del Gurri Xic                                     | bé integrant del patrimoni cultural català |                         | Modifica les dades a Wikidata |
|        | el Molist                         | Taradell | masia        | Estil: arquitectura popular 18th century | 41° 52′ 56″ N, 2° 16′ 25″ E / 41.882317°N,2.273647°E ca:Ctra. BV-5306. Km 1,7                                 | bé integrant del patrimoni cultural català |                         | Modifica les dades a Wikidata |
|        | el Pla de la Vinyaclosa           | Taradell | masia        |                                          | 41° 52′ 34″ N, 2° 15′ 23″ E / 41.8760255988965°N,2.25628871094448°E ca:Camí del Pla de Vinyaclosa 528 msnm    |                                            | El Pla de la Vinyaclosa | Modifica les dades a Wikidata |
|        | el Presseguer                     | Taradell | masia        | Estil: arquitectura popular 20th century | 41° 53′ 45″ N, 2° 17′ 10″ E / 41.895907°N,2.286136°E ca:Camí del Presseguer                                   | bé integrant del patrimoni cultural català |                         | Modifica les dades a Wikidata |
|        | el Puig                           | Taradell | masia        | Estil: arquitectura popular              | 41° 52′ 35″ N, 2° 16′ 17″ E / 41.876499°N,2.271374°E ca:Serra del Puig                                        | bé integrant del patrimoni cultural català |                         | Modifica les dades a Wikidata |
|        | el Pujol                          | Taradell | masia        | Estil: arquitectura popular 17th century | 41° 52′ 39″ N, 2° 18′ 07″ E / 41.877422°N,2.30183°E ca:Ctra. B-520, km 8 a 1 km esquerra 693 msnm             | bé integrant del patrimoni cultural català | El Pujol (Taradell)     | Modifica les dades a Wikidata |
|        | el Reguer                         | Taradell | masia        | Estil: arquitectura popular 20th century | 41° 54′ 00″ N, 2° 17′ 29″ E / 41.899968°N,2.291479°E ca:Camí del Reguer                                       | bé integrant del patrimoni cultural català |                         | Modifica les dades a Wikidata |
|        | el Reig                           | Taradell | masia        | Estil: arquitectura popular              | 41° 52′ 31″ N, 2° 17′ 07″ E / 41.875342°N,2.285152°E ca:Carretera de Mont-rodon 618 msnm                      | bé integrant del patrimoni cultural català | El Reig (Taradell)      | Modifica les dades a Wikidata |
|        | el Ricard                         | Taradell | masia        | Estil: arquitectura popular              | 41° 53′ 08″ N, 2° 17′ 19″ E / 41.885663°N,2.288519°E ca:Ctra. B-520, km 5 605 msnm                            | bé integrant del patrimoni cultural català | El Ricard (Taradell)    | Modifica les dades a Wikidata |
|        | el Vivet                          | Taradell | masia        | Estil: arquitectura popular              | 41° 53′ 06″ N, 2° 17′ 13″ E / 41.885059°N,2.287028°E ca:Camí del Vivet                                        | bé integrant del patrimoni cultural català |                         | Modifica les dades a Wikidata |
|        | l'Esquís                          | Taradell | masia        | Estil: arquitectura popular 18th century | 41° 51′ 39″ N, 2° 17′ 30″ E / 41.860856°N,2.291707°E ca:Ctra. BV-5305, km 2 esquerra 670 msnm                 | bé integrant del patrimoni cultural català | L'Esquís                | Modifica les dades a Wikidata |
|        | l'Hostal dels Frares              | Taradell | masia        |                                          | 41° 52′ 21″ N, 2° 15′ 31″ E / 41.8724112521278°N,2.25866842245961°E ca:Camí ral de Barcelona 533 msnm         |                                            | L'Hostal dels Frares    | Modifica les dades a Wikidata |
|        | l'Hostalet del Bou                | Taradell | masia        | Estil: arquitectura popular              | 41° 52′ 48″ N, 2° 18′ 32″ E / 41.880105°N,2.308958°E ca:C. de Puig-l'Agulla, 61 725 msnm                      | bé integrant del patrimoni cultural català | L'Hostalet del Bou      | Modifica les dades a Wikidata |
|        | l'Om                              | Taradell | masia        |                                          | 41° 52′ 14″ N, 2° 15′ 05″ E / 41.8706608664768°N,2.25125364970464°E ca:Camí del Colomer                       |                                            |                         | Modifica les dades a Wikidata |
|        | la Casa Nova de l'Om              | Taradell | masia        |                                          | 41° 52′ 22″ N, 2° 15′ 07″ E / 41.8726730746927°N,2.25182064566075°E ca:Camí del Colomer                       |                                            |                         | Modifica les dades a Wikidata |
|        | la Casa Nova del Coniller         | Taradell | masia        |                                          | 41° 52′ 51″ N, 2° 14′ 58″ E / 41.8807098938064°N,2.24948520306926°E                                           |                                            |                         | Modifica les dades a Wikidata |
|        | la Casa Nova del Tell             | Taradell | masia        | 1918                                     | 41° 53′ 21″ N, 2° 15′ 19″ E / 41.8892326147023°N,2.25537615217395°E ca:Camí de la Casa Nova del Tei           |                                            | La Casa Nova del Tei    | Modifica les dades a Wikidata |
|        | la Casa Nova del Vivet            | Taradell | masia        | Estil: arquitectura popular              | 41° 53′ 11″ N, 2° 17′ 27″ E / 41.88642°N,2.290792°E ca:Ctra. B-520, km 5, a 2.000 m 606 msnm                  | bé integrant del patrimoni cultural català | La Casa Nova del Vivet  | Modifica les dades a Wikidata |
|        | la Casa Vella del Gurri           | Taradell | masia        |                                          | 41° 52′ 16″ N, 2° 15′ 46″ E / 41.8712034771873°N,2.2627312940092°E ca:Camí del Gurri                          |                                            |                         | Modifica les dades a Wikidata |
|        | la Codina                         | Taradell | masia        | Estil: arquitectura popular              | 41° 52′ 42″ N, 2° 17′ 45″ E / 41.878269°N,2.295898°E ca:Ctra. B-520, km 5 a 1.500 m esquerra 647 msnm         | bé integrant del patrimoni cultural català | La Codina (Taradell)    | Modifica les dades a Wikidata |
|        | la Madriguera                     | Taradell | masia        |                                          | 41° 53′ 10″ N, 2° 16′ 34″ E / 41.8860230608074°N,2.27601222371883°E ca:Camí de la Madriguera                  |                                            |                         | Modifica les dades a Wikidata |
|        | la Roca                           | Taradell | masia        | Estil: arquitectura popular              | 41° 53′ 00″ N, 2° 18′ 08″ E / 41.883337°N,2.30225°E ca:Ctra. B-520, km 5 a 2.000 m 657 msnm                   | bé integrant del patrimoni cultural català | La Roca (Taradell)      | Modifica les dades a Wikidata |
|        | la Roureda                        | Taradell | masia        | Estil: arquitectura popular              | 41° 52′ 07″ N, 2° 16′ 47″ E / 41.868744°N,2.279849°E ca:Carrer de la Roureda, vora el camp d'esports 612 msnm |                                            | La Roureda (Taradell)   | Modifica les dades a Wikidata |
|        | la Serra                          | Taradell | masia        | Estil: arquitectura popular 20th century | 41° 53′ 44″ N, 2° 17′ 31″ E / 41.895466°N,2.292°E ca:Camí de la Serra 589 msnm                                | bé integrant del patrimoni cultural català | La Serra (Taradell)     | Modifica les dades a Wikidata |
|        | la Torremagra                     | Taradell | masia        | 20th century                             | 41° 51′ 31″ N, 2° 14′ 44″ E / 41.8584910858645°N,2.24550418185296°E ca:Camí de la Torremagra                  |                                            |                         | Modifica les dades a Wikidata |
|        | la Valldamunt                     | Taradell | masia        |                                          | 41° 51′ 49″ N, 2° 17′ 57″ E / 41.8635778444892°N,2.29919459098076°E ca:Camí de la Valldemunt 699 msnm         |                                            | La Valldamunt           | Modifica les dades a Wikidata |
|        | la Valldavall                     | Taradell | masia        | Estil: arquitectura popular              | 41° 52′ 02″ N, 2° 17′ 38″ E / 41.86732°N,2.293838°E ca:Ctra. BV-520, km 7 dreta a 1 km 568 msnm               | bé integrant del patrimoni cultural català | La Valldavall           | Modifica les dades a Wikidata |
|        | la Vallmitjana                    | Taradell | masia        | Estil: arquitectura popular 18th century | 41° 51′ 49″ N, 2° 17′ 51″ E / 41.863704°N,2.297504°E ca:A 2 km sud-est de la població 680 msnm                | bé integrant del patrimoni cultural català | La Vallmitjana          | Modifica les dades a Wikidata |
|        | la Verneda                        | Taradell | masia        | Estil: arquitectura popular 19th century | 41° 53′ 21″ N, 2° 15′ 43″ E / 41.889105°N,2.261932°E ca:Ctra. BV-5306, 2 km dreta 514 msnm                    | bé integrant del patrimoni cultural català | La Verneda (Taradell)   | Modifica les dades a Wikidata |
|        | les Vinyes de Taradell            | Taradell | masia        |                                          | 41° 53′ 14″ N, 2° 15′ 17″ E / 41.88736°N,2.25459°E ca:Camí de les Vinyes                                      |                                            |                         | Modifica les dades a Wikidata |

## molí d'aigua
| imatge | Nom                 | Ubicat a | instància de | Detalls                                  | coordenades                                                                                            | Protecció                                  | Commons (més fotos) | Dades a WD                    |
| ------ | ------------------- | -------- | ------------ | ---------------------------------------- | --- | ------------------------------------------ | ------------------- | ----------------------------- |
|        | Molí de Baix        | Taradell | molí d'aigua | Estil: arquitectura popular              | 41° 52′ 44″ N, 2° 16′ 52″ E / 41.878921°N,2.281015°E                                                   | bé integrant del patrimoni cultural català |                     | Modifica les dades a Wikidata |
|        | Molí de Bellpuig    | Taradell | molí d'aigua | Estil: arquitectura popular              | 41° 53′ 11″ N, 2° 15′ 47″ E / 41.886382°N,2.263052°E ca:Riu Gurri                                      | bé integrant del patrimoni cultural català |                     | Modifica les dades a Wikidata |
|        | Molí de Dalt        | Taradell | molí d'aigua | Estil: arquitectura popular              | 41° 52′ 45″ N, 2° 16′ 51″ E / 41.879201°N,2.280852°E                                                   | bé integrant del patrimoni cultural català |                     | Modifica les dades a Wikidata |
|        | Molí de Més a Prop  | Taradell | molí d'aigua | Estil: arquitectura popular              | 41° 52′ 41″ N, 2° 17′ 05″ E / 41.878017°N,2.28462°E ca:Riera de Taradell                               | bé integrant del patrimoni cultural català |                     | Modifica les dades a Wikidata |
|        | Molí de la Folguera | Taradell | molí d'aigua | Estil: arquitectura popular              | 41° 53′ 01″ N, 2° 16′ 03″ E / 41.883669°N,2.267377°E ca:Riera de Taradell                              | bé integrant del patrimoni cultural català |                     | Modifica les dades a Wikidata |
|        | Molí del Molist     | Taradell | molí d'aigua |                                          | 41° 52′ 56″ N, 2° 16′ 22″ E / 41.88233°N,2.27279°E ca:Riera de Taradell                                |                                            |                     | Modifica les dades a Wikidata |
|        | Molí del Sors       | Taradell | molí d'aigua | Estil: arquitectura popular 18th century | 41° 51′ 03″ N, 2° 16′ 45″ E / 41.850769°N,2.279118°E ca:Ctra. BV-5305, km 2 a 3,5 km esquerra 581 msnm | bé integrant del patrimoni cultural català | Molí del Sors       | Modifica les dades a Wikidata |
|        | Molí dels Capellans | Taradell | molí d'aigua | Estil: arquitectura popular              | 41° 52′ 47″ N, 2° 16′ 46″ E / 41.879735°N,2.279557°E ca:Riera de Taradell                              | bé integrant del patrimoni cultural català |                     | Modifica les dades a Wikidata |

## monument
| imatge | Nom                                 | Ubicat a | instància de | Detalls | coordenades                                                                                               | Protecció | Commons (més fotos) | Dades a WD                    |
| ------ | ----------------------------------- | -------- | ------------ | ------- | --- | --------- | ------------------- | ----------------------------- |
|        | Monument a Pau Casals               | Taradell | monument     | 1977    | 41° 52′ 33″ N, 2° 17′ 12″ E / 41.87593°N,2.28674°E ca:La plaça                                            |           |                     | Modifica les dades a Wikidata |
|        | Monument a l'Expedició de l'Everest | Taradell | monument     | 1985    | 41° 51′ 28″ N, 2° 17′ 43″ E / 41.8577°N,2.29515°E ca:Pl. de l'Everest                                     |           |                     | Modifica les dades a Wikidata |
|        | Monument al Gos Caçador             | Taradell | monument     | 1997    | 41° 51′ 25″ N, 2° 18′ 06″ E / 41.85688°N,2.3017°E ca:Pl. del Gos Caçador                                  |           |                     | Modifica les dades a Wikidata |
|        | Monument als Caiguts                | Taradell | monument     | 1977    | 41° 52′ 29″ N, 2° 16′ 53″ E / 41.87482°N,2.28147°E ca:Cementiri de Taradell. Avda. Mossèn Cinto Verdaguer |           |                     | Modifica les dades a Wikidata |

## muntanya
| imatge | Nom                     | Ubicat a       | instància de       | Detalls | coordenades | Protecció | Commons (més fotos)  | Dades a WD                    |
| ------ | ----------------------- | -------------- | ------------------ | ------- | --- | --------- | -------------------- | ----------------------------- |
|        | Puiggrifó               | Taradell       | muntanya           |         | 41° 51′ 33″ N, 2° 19′ 05″ E / 41.85914444°N,2.31801722°E 847.8 msnm                                                                                                 |           |                      | Modifica les dades a Wikidata |
|        | Serra de Torrellebreta  | Malla Taradell | muntanya           |         | 41° 51′ 21″ N, 2° 14′ 47″ E / 41.85580278°N,2.24639444°E 637.6 msnm                                                                                                 |           |                      | Modifica les dades a Wikidata |
|        | l'Enclusa               | Taradell       | muntanya           |         | 41° 52′ 15″ N, 2° 19′ 15″ E / 41.870819°N,2.320869°E 41° 52′ 15″ N, 2° 19′ 15″ E / 41.8707878226°N,2.32093889931°E ca:Sector de ponent del terme municipal 867 msnm |           | L'Enclusa (Taradell) | Modifica les dades a Wikidata |
|        | les Roques Trabucaires  | Taradell       | muntanya           |         | 41° 51′ 40″ N, 2° 18′ 50″ E / 41.86098333°N,2.31389722°E 840.1 msnm                                                                                                 |           |                      | Modifica les dades a Wikidata |
|        | serra de la Vallmitjana | Taradell       | muntanya serralada |         | 41° 51′ 52″ N, 2° 18′ 12″ E / 41.8645°N,2.30333°E 840.1 msnm |           |                      | Modifica les dades a Wikidata |

## nucli de població
| imatge | Nom         | Ubicat a | instància de      | Detalls | coordenades                                                       | Protecció | Commons (més fotos) | Dades a WD                    |
| ------ | ----------- | -------- | ----------------- | ------- | ----------------------------------------------------------------- | --------- | ------------------- | ----------------------------- |
|        | Sant Miquel | Taradell | nucli de població |         | 41° 51′ 56″ N, 2° 17′ 04″ E / 41.865572445132°N,2.2843557044233°E |           |                     | Modifica les dades a Wikidata |
|        | la Roca     | Taradell | nucli de població |         | 41° 53′ 11″ N, 2° 17′ 59″ E / 41.886383016253°N,2.2997925086442°E |           |                     | Modifica les dades a Wikidata |

## polígon industrial
| imatge | Nom                              | Ubicat a | instància de       | Detalls | coordenades                                                         | Protecció | Commons (més fotos) | Dades a WD                    |
| ------ | -------------------------------- | -------- | ------------------ | ------- | ------------------------------------------------------------------- | --------- | ------------------- | ----------------------------- |
|        | Polígon industrial de Castellets | Taradell | polígon industrial |         | 41° 51′ 47″ N, 2° 17′ 04″ E / 41.8631274133166°N,2.28457222222219°E |           |                     | Modifica les dades a Wikidata |
|        | Zona industrial del Vivet        | Taradell | polígon industrial |         | 41° 53′ 01″ N, 2° 17′ 18″ E / 41.883524892209°N,2.28845467314196°E  |           |                     | Modifica les dades a Wikidata |

## pont
| imatge | Nom                             | Ubicat a      | instància de | Detalls                                                                   | coordenades                                                                        | Protecció                                  | Commons (més fotos)    | Dades a WD                    |
| ------ | ------------------------------- | ------------- | ------------ | ------------------------------------------------------------------------- | ---------------------------------------------------------------------------------- | ------------------------------------------ | ---------------------- | ----------------------------- |
|        | Font i passera de Cal Monjo     | Taradell      | pont         |                                                                           | 41° 53′ 34″ N, 2° 16′ 58″ E / 41.89266°N,2.28288°E ca:Torrent de Santa Eugènia     |                                            |                        | Modifica les dades a Wikidata |
|        | Pont de Gorombau                | Taradell      | pont         | 1923 Estat: bon estat                                                     | 41° 52′ 33″ N, 2° 14′ 35″ E / 41.8759°N,2.24302°E ca:Riera de Tona 525 msnm        |                                            |                        | Modifica les dades a Wikidata |
|        | Pont de la carretera de Vic     | Taradell      | pont         | 1890 Estat: bon estat                                                     | 41° 52′ 40″ N, 2° 17′ 14″ E / 41.87773°N,2.28711°E ca:Ctra. De Vic                 |                                            |                        | Modifica les dades a Wikidata |
|        | Pont del Molí de Més a Prop     | Taradell      | pont         | Estil: arquitectura popular 18th century Estat: malmès                    | 41° 52′ 41″ N, 2° 17′ 04″ E / 41.878106°N,2.284366°E ca:Riera de Taradell 589 msnm | bé integrant del patrimoni cultural català |                        | Modifica les dades a Wikidata |
|        | Pont del Molí del Sors          | Taradell Seva | pont         | Estil: arquitectura popular 19th century Travessa: Gurri Estat: bon estat | 41° 51′ 01″ N, 2° 16′ 46″ E / 41.850371°N,2.27945°E ca:Riu Gurri                   | bé integrant del patrimoni cultural català | Pont del Molí del Sors | Modifica les dades a Wikidata |
|        | Pont del Molí dels Capellans    | Taradell      | pont         | Estil: arquitectura popular Estat: bon estat                              | 41° 52′ 47″ N, 2° 16′ 47″ E / 41.879809°N,2.27974°E ca:Riera de Taradell           | bé integrant del patrimoni cultural català |                        | Modifica les dades a Wikidata |
|        | Pont del molí de Bellpuig       | Taradell      | pont         | Travessa: Gurri Estat: bon estat                                          | 41° 53′ 13″ N, 2° 15′ 46″ E / 41.88687°N,2.26276°E ca:Riu Gurri                    |                                            |                        | Modifica les dades a Wikidata |
|        | Pont dels amos del Tint         | Taradell      | pont         | 20th century Estat: malmès                                                | 41° 52′ 37″ N, 2° 17′ 08″ E / 41.87697°N,2.28564°E ca:Riera de Taradell 599 msnm   |                                            |                        | Modifica les dades a Wikidata |
|        | Pont dels treballadors del Tint | Taradell      | pont         | 20th century Estat: malmès                                                | 41° 52′ 37″ N, 2° 17′ 11″ E / 41.87697°N,2.28637°E ca:Riera de Taradell 604 msnm   |                                            |                        | Modifica les dades a Wikidata |
|        | Pont ferroviari de Can Pardaler | Taradell      | pont         | 19th century Hi passa: línia Barcelona-Ripoll línia R3 Estat: malmès      | 41° 52′ 08″ N, 2° 15′ 26″ E / 41.8688°N,2.25736°E ca:Camí de Can Pardaler 538 msnm |                                            |                        | Modifica les dades a Wikidata |
|        | Pontet del torrent del Migdia   | Taradell      | pont         | 19th century Estat: malmès                                                | 41° 53′ 35″ N, 2° 17′ 40″ E / 41.89294°N,2.29439°E ca:Penedes                      |                                            |                        | Modifica les dades a Wikidata |

## resclosa
| imatge | Nom                                       | Ubicat a | instància de | Detalls      | coordenades | Protecció | Commons (més fotos) | Dades a WD                    |
| ------ | ----------------------------------------- | -------- | ------------ | ------------ | --- | --------- | ------------------- | ----------------------------- |
|        | Resclosa antiga i rec del molí del Molist | Taradell | resclosa     | 13rd century | 41° 52′ 48″ N, 2° 16′ 46″ E / 41.87992°N,2.27947°E ca:Riera de Taradell                                            |           |                     | Modifica les dades a Wikidata |
|        | Resclosa de l'hort de Blanquers           | Taradell | resclosa     | 20th century | 41° 51′ 55″ N, 2° 15′ 40″ E / 41.86538°N,2.26117°E ca:Rec d'Aigüespartides                                         |           |                     | Modifica les dades a Wikidata |
|        | Resclosa de la Foguera                    | Taradell | resclosa     | 13rd century | 41° 52′ 59″ N, 2° 16′ 11″ E / 41.88304°N,2.26984°E ca:Riera de Taradell                                            |           |                     | Modifica les dades a Wikidata |
|        | Resclosa del Gurri Xic                    | Taradell | resclosa     | 20th century | 41° 52′ 36″ N, 2° 15′ 47″ E / 41.87677°N,2.26314°E ca:Riu Gurri                                                    |           |                     | Modifica les dades a Wikidata |
|        | Resclosa del Molí del Molist              | Taradell | resclosa     | 16th century | 41° 52′ 54″ N, 2° 16′ 21″ E / 41.88159°N,2.27258°E ca:La Riereta                                                   |           |                     | Modifica les dades a Wikidata |
|        | Resclosa i rec de l'hort del Gurri Gros   | Taradell | resclosa     |              | 41° 52′ 11″ N, 2° 15′ 35″ E / 41.86965°N,2.25976°E ca:Rec d'Aigüespartides                                         |           |                     | Modifica les dades a Wikidata |
|        | Resclosa i rec del Molí dels Sorts        | Taradell | resclosa     | 14th century | 41° 51′ 00″ N, 2° 16′ 48″ E / 41.85008°N,2.27992°E 41° 51′ 02″ N, 2° 16′ 45″ E / 41.85058°N,2.27907°E ca:Riu Gurri |           |                     | Modifica les dades a Wikidata |
|        | Resclosa i rec del molí de Bellpuig       | Taradell | resclosa     |              | 41° 53′ 04″ N, 2° 15′ 58″ E / 41.88442°N,2.26606°E ca:Riera de Taradell                                            |           |                     | Modifica les dades a Wikidata |
|        | Resclosa i rec del molí del Ral           | Taradell | resclosa     |              | 41° 53′ 20″ N, 2° 15′ 46″ E / 41.88896°N,2.26266°E ca:Riu Gurri                                                    |           |                     | Modifica les dades a Wikidata |

## Misc
| imatge | Nom                                              | Ubicat a                      | instància de                                  | Detalls                                                                                      | coordenades                                                                                               | Protecció                                            | Commons (més fotos)                         | Dades a WD                    |
| ------ | ------------------------------------------------ | ----------------------------- | --------------------------------------------- | -------------------------------------------------------------------------------------------- | --- | ---------------------------------------------------- | ------------------------------------------- | ----------------------------- |
|        | Ariet hidràulic del Gurri Xic                    | Taradell                      | estructura arquitectònica                     |                                                                                              | 41° 52′ 38″ N, 2° 15′ 46″ E / 41.87714°N,2.2627°E ca:Riu Gurri                                            |                                                      |                                             | Modifica les dades a Wikidata |
|        | Bassa del Colomer                                | Taradell                      | bassa                                         |                                                                                              | 41° 51′ 57″ N, 2° 14′ 54″ E / 41.86572°N,2.24829°E ca:Mas el Colomer                                      |                                                      |                                             | Modifica les dades a Wikidata |
|        | Canalització de la portada d'aigua a Vic         | Taradell                      | aqüeducte                                     | 18th century                                                                                 | 41° 53′ 04″ N, 2° 15′ 56″ E / 41.88441°N,2.26551°E ca:Bellpuig                                            |                                                      |                                             | Modifica les dades a Wikidata |
|        | Cementiri de Taradell                            | Taradell                      | cementiri                                     |                                                                                              | 41° 52′ 29″ N, 2° 16′ 55″ E / 41.87479°N,2.28206°E ca:Avda. Mossèn Cinto Verdaguer                        |                                                      |                                             | Modifica les dades a Wikidata |
|        | Creu de la Torre de Sant Sebastià                | Taradell                      | comunidor                                     | Estil: arquitectura popular                                                                  | 41° 52′ 09″ N, 2° 17′ 22″ E / 41.869296°N,2.289487°E ca:Ctra. BV-5305, km 1 a 800 m 642 msnm              | bé integrant del patrimoni cultural català           | Creu de la Torre de Sant Sebastià           | Modifica les dades a Wikidata |
|        | El Bou                                           | Taradell                      | vèrtex geodèsic                               | Alt: 1.2m                                                                                    | 41° 52′ 15″ N, 2° 19′ 15″ E / 41.870807°N,2.320868°E 867.441 msnm                                         |                                                      |                                             | Modifica les dades a Wikidata |
|        | El Tint                                          | Taradell                      | colònia industrial                            |                                                                                              | 41° 52′ 40″ N, 2° 17′ 07″ E / 41.8777°N,2.28525°E ca:Nord del nucli de Taradell                           |                                                      | Fàbrica del Tint (Taradell)                 | Modifica les dades a Wikidata |
|        | Espai Natural de Pratsevall                      | Taradell                      | indret                                        |                                                                                              | 41° 51′ 53″ N, 2° 17′ 21″ E / 41.86471°N,2.28928°E ca:Al sud del nucli de Taradell                        |                                                      |                                             | Modifica les dades a Wikidata |
|        | Fita del Colomer i l'Om                          | Taradell                      | fita element arquitectònic fita               | 19th century                                                                                 | 41° 52′ 07″ N, 2° 14′ 48″ E / 41.86865°N,2.24673°E ca:Camí del Colomer                                    |                                                      |                                             | Modifica les dades a Wikidata |
|        | Forn de teules del Colomer                       | Taradell                      | forn element arquitectònic                    |                                                                                              | 41° 51′ 58″ N, 2° 14′ 50″ E / 41.86603°N,2.24733°E ca:Camí del Colomer                                    |                                                      |                                             | Modifica les dades a Wikidata |
|        | Gorg de Cal Monjo                                | Taradell                      | gorg                                          |                                                                                              | 41° 53′ 36″ N, 2° 17′ 00″ E / 41.8932°N,2.28326°E ca:Torrent de Santa Eugènia                             |                                                      |                                             | Modifica les dades a Wikidata |
|        | Llinda del portal d'entrada de Can Busquets      | Taradell                      | llinda                                        | Estil: arquitectura barroca                                                                  | 41° 52′ 28″ N, 2° 17′ 16″ E / 41.874486°N,2.287832°E ca:Carrer de Sant Sebastià, 18 629 msnm              | bé integrant del patrimoni cultural català           | Llinda del portal d'entrada de Can Busquets | Modifica les dades a Wikidata |
|        | Mina d'aigua del Molist                          | Taradell                      | mina                                          | 18th century                                                                                 | 41° 52′ 56″ N, 2° 16′ 31″ E / 41.88216°N,2.27527°E ca:Mas el Molist                                       |                                                      |                                             | Modifica les dades a Wikidata |
|        | Monòlit a Antoni Sors                            | Taradell                      | mobiliari urbà                                | 20th century                                                                                 | 41° 51′ 26″ N, 2° 17′ 50″ E / 41.85733°N,2.29723°E ca:C. Antoni Sors                                      |                                                      |                                             | Modifica les dades a Wikidata |
|        | Pantà del Sot de l'Arenal                        | Taradell                      | embassament                                   | 20th century                                                                                 | 41° 51′ 30″ N, 2° 17′ 21″ E / 41.85834°N,2.28917°E ca:Sot de l'Arenal                                     |                                                      |                                             | Modifica les dades a Wikidata |
|        | Pedrera de Pratsavall                            | Taradell                      | pedrera                                       |                                                                                              | 41° 51′ 54″ N, 2° 17′ 15″ E / 41.86495°N,2.28744°E ca:Pratsevall                                          |                                                      |                                             | Modifica les dades a Wikidata |
|        | Piscina Cubierta de Taradell                     | Taradell                      | indoor swimming pool                          | Arquitecte: RCR Arquitectes Carme Pigem Barceló Ramón Vilalta I Pujol Rafael Aranda i Quiles | 41° 52′ 20″ N, 2° 16′ 56″ E / 41.8721°N,2.2823°E de:Avinguda de Mossèn Cinto Verdaguer 45, 08552 Taradell |                                                      |                                             | Modifica les dades a Wikidata |
|        | Restes de la bassa i cup del molí dels Capellans | Taradell                      | dipòsit d'aigua                               | Estat: ruïnós                                                                                | 41° 52′ 47″ N, 2° 16′ 46″ E / 41.87979°N,2.27941°E ca:Riera de Taradell                                   |                                                      |                                             | Modifica les dades a Wikidata |
|        | Restes de la palanca del Gurri Gros              | Taradell                      | pont de vianants                              | Estat: ruïnós                                                                                | 41° 52′ 21″ N, 2° 15′ 38″ E / 41.87256°N,2.26053°E ca:Riu Gurri                                           |                                                      |                                             | Modifica les dades a Wikidata |
|        | Safareig i bassa del Sot de l'Arenal             | Taradell                      | safareig                                      | 19th century                                                                                 | 41° 51′ 30″ N, 2° 17′ 23″ E / 41.85845°N,2.2898°E ca:Sot de l'Arenal                                      |                                                      |                                             | Modifica les dades a Wikidata |
|        | Sender de Petit Recorregut PR-C-42               | Taradell                      | sender de petit recorregut                    | 20th century                                                                                 | 41° 51′ 19″ N, 2° 17′ 26″ E / 41.85519°N,2.29058°E ca:Terme de Taradell                                   |                                                      |                                             | Modifica les dades a Wikidata |
|        | Taradell-Mont-rodon                              | Taradell                      | estació de ferrocarril                        | Estat: enderrocat o destruït                                                                 | 41° 52′ 46″ N, 2° 15′ 24″ E / 41.87936111111111°N,2.256638888888889°E                                     |                                                      |                                             | Modifica les dades a Wikidata |
|        | Torre de Llagostera de Dalt                      | Taradell                      | torre                                         | Estil: historicisme arquitectònic                                                            | 41° 53′ 25″ N, 2° 17′ 15″ E / 41.890177°N,2.287538°E                                                      | bé integrant del patrimoni cultural català           |                                             | Modifica les dades a Wikidata |
|        | Torre de don Carles                              | Taradell                      | torre de defensa                              | 16th century Llarg: 4.5m Ample: 4.5m Alt: 15m                                                | 41° 52′ 34″ N, 2° 17′ 14″ E / 41.8761°N,2.28722°E ca:Passatge de la Torre de Don Carles                   | bé d'interès cultural bé cultural d'interès nacional | Torre de don Carles                         | Modifica les dades a Wikidata |
|        | Torre del Tint                                   | Taradell                      | edifici residencial                           | 20th century                                                                                 | 41° 52′ 38″ N, 2° 17′ 07″ E / 41.87714°N,2.28537°E ca:El Tint                                             |                                                      | Torre del Tint (Taradell)                   | Modifica les dades a Wikidata |
|        | Turons de la Plana Ausetana                      | Gurb Tona Seva Malla Taradell | àrea protegida Pla d'Espais d'Interès Natural | 1992 Superfície: 674.91719ha                                                                 | 41° 56′ 42″ N, 2° 11′ 46″ E / 41.945°N,2.196°E                                                            |                                                      | Turons de la Plana Ausetana                 | Modifica les dades a Wikidata |
|        | Xup del Bou                                      | Taradell                      | aljub                                         | Estil: arquitectura popular 16th century                                                     | 41° 52′ 33″ N, 2° 18′ 29″ E / 41.875806°N,2.308014°E ca:El Bou                                            | bé integrant del patrimoni cultural català           |                                             | Modifica les dades a Wikidata |
|        | capella de la Mare de Déu de Núria               | Taradell                      | capella edifici                               | 1884                                                                                         | 41° 53′ 25″ N, 2° 17′ 15″ E / 41.89022°N,2.28758°E ca:Llagostera de Dalt                                  |                                                      |                                             | Modifica les dades a Wikidata |
|        | carrer d'en Quintana                             | Taradell                      | carrer                                        |                                                                                              | 41° 52′ 34″ N, 2° 17′ 14″ E / 41.87624°N,2.2871°E ca:Taradell                                             |                                                      |                                             | Modifica les dades a Wikidata |
|        | casa consistorial de Taradell                    | Taradell                      | casa consistorial                             |                                                                                              | 41° 52′ 25″ N, 2° 17′ 15″ E / 41.8737052°N,2.28742°E                                                      |                                                      | Ajuntament de Taradell                      | Modifica les dades a Wikidata |
|        | creu del Pujol                                   | Taradell                      | creu monumental                               | Estil: arquitectura popular                                                                  | 41° 52′ 34″ N, 2° 18′ 11″ E / 41.876109°N,2.303052°E                                                      | bé integrant del patrimoni cultural català           |                                             | Modifica les dades a Wikidata |
|        | estany de la Vallmitjana                         | Taradell                      | zona humida                                   | 20th century Superfície: 1.91ha                                                              | 41° 51′ 50″ N, 2° 17′ 43″ E / 41.864°N,2.2953°E ca:Torrent de la Vallmitjana                              |                                                      |                                             | Modifica les dades a Wikidata |
|        | les Pinediques                                   | Taradell                      | urbanització                                  |                                                                                              | 41° 51′ 39″ N, 2° 17′ 41″ E / 41.860948°N,2.294598°E 715 msnm                                             |                                                      | Les Pinediques                              | Modifica les dades a Wikidata |
|        | serra de Montmany                                | Taradell                      | serra                                         |                                                                                              | 41° 51′ 12″ N, 2° 17′ 45″ E / 41.8532°N,2.29581°E 764.5 msnm                                              |                                                      |                                             | Modifica les dades a Wikidata |